# گوالدو
گوالدو (به ایتالیایی: Gualdo) یک کومونه در ایتالیا است که در استان ماچه‌راتا واقع شده‌است.

## خصوصیات
گوالدو ۲۲٫۱ کیلومترمربع مساحت و ۹۲۴ نفر جمعیت دارد.